# Mémoires sauvés du vent
Mémoires sauvés du vent (anglais : So the Wind Won't Blow It All Away) est un roman écrit par l'écrivain américain Richard Brautigan, publié en 1982.

## Résumé
Le 1er août 1979, un homme se remémore les évènements advenus 31 ans plus tôt. Alors qu'il n'avait que 13 ans, le 17 février 1948, celui-ci tire et tue accidentellement un autre jeune homme à l'aide d'une carabine. Le roman dépeint la vie du jeune homme, qui gagne son argent de poche en ramassant des canettes de bières qu'il entasse dans un landau et pratique la pêche par loisir dans un étang poissonneux à côté duquel vit un vieil homme étrange qui s'y était construit une cabane. Tout au long du roman, le narrateur se reproche d'être allé s'acheter des munitions plutôt qu'un hamburger.

## Interprétation
Ce texte de Brautigan est l'un de ses plus mélancoliques, avec son ultime Cahier d'un retour de Troie. Le roman joue de nombreuses superpositions et emprunts entre différentes époques pour décrire ce moment du passage à l'âge adulte. L'auteur s'amuse notamment à déplacer objets et situations d'une époque à l'autre, tout en espérant pouvoir revenir sur les évènements de cette journée ayant conduit au tir mortel. Une description de l'objet grâce auquel il amasse les canettes de bières, parmi tant d'autres, illustre cela : « Je saisis la poignée du landau et le sortis des années 1900 pour le faire pénétrer en 1947. »
À la manière de Et quelquefois j'ai comme une grande idée, où les airs entendus à la radio dénotent un changement de point de vue dans la narration, les chapitres de Mémoires sauvés du vent sont entrecoupés par des vers. Comme dans le roman de Ken Kesey, ceux-ci sont présentés comme des citations, centrés et en italique : 

« Mémoires sauvés du vent, poussières d'Amériques... »

D'après le site d'archives de Richard Brautigan, l'histoire du roman est semi-autobiographique. Elle serait inspirée de deux évènements advenus à Eugène, dans l'Orégon, où habitait le jeune Brautigan. La première, racontée par Keith Abbott dans Brautigan, un rêveur à Babylone, implique directement l'auteur, qui a accidentellement blessé un enfant avec une carabine lors d'une chasse au canard. À la même époque, un enfant de 14 ans fut tué lors d'une partie de chasse, élément qui fut repris par Brautigan pour former la trame du roman. Cette version fut confirmée par la fille de l'auteur, Ianthe Elizabeth Brautigan, dans La Mort n'est pas contagieuse - Mémoires d'une fille de, bibliographie de son père parue en 2000 et traduite en français en 2019. Richard Brautigan a toutefois nié l'aspect autobiographique de cette histoire.

## Traduction
Mémoires sauvés du vent a été traduit par Marc Chénetier et publié pour la première fois en France en 1994.